# Acoustic Verses
Acoustic Verses è un album in studio del gruppo musicale progressive metal Green Carnation, pubblicato nel 2006.

## Tracce
1. Sweet Leaf – 4:38
2. The Burden Is Mine... Alone – 3:15
3. Maybe? – 5:02
4. Alone – 3:44
5. 9-29-045 – 15:29
6. Child's Play Part 3 – 3:32
7. High Tide Waves – 7:49

## Formazione
- Kjetil Nordhus – voce
- Terje Vik Schei (alias Tchort) – chitarra
- Michael Krumins – chitarra, theremin
- Bjørn Harstad - chitarra
- Stein Roger Sordal – basso, voce
- Kenneth Silden – piano, mellotron
- Tommy Jackson – batteria